# کالیسون
کالیسون یک شیرینی سنتی فرانسوی است که از خمیری یکدست، زرد کم رنگ و همگن از میوه‌های شیرین شده (مخصوصاً پوست‌های هندوانه و پرتقال) و بادام آسیاب شده با لایه ای نازک خامه یخی تشکیل شده‌است. آنها بافتی شبیه به مارزیپان دارند، اما با طعم میوه‌ای تر و مشخصاً خربزه مانند. آنها اغلب بادام شکل هستند و معمولاً حدود پنج سانتی‌متر اندازه دارند. 
کالیسون‌ها به‌طور سنتی با شهر اکس آن پروونس، فرانسه مرتبط هستند. در نتیجه، بیشتر عرضه جهان همچنان در منطقه پروونس ارائه می‌شود.

## تاریخچه
اعتقاد بر این است که کالیسون ریشه در ایتالیای قرون وسطایی دارد. یکی از اولین ارجاعات شناخته شده به کالیسون‌ها در کتاب کرونیکل ونیزی‌ها مارتینو دی کانال در سال ۱۲۷۵ بود. در متن اولیه قرن دوازدهم که به زبان لاتین قرون وسطایی نوشته شده بود از کلمه calisone برای اشاره به کیکی که با بادام و آرد درست می‌شد استفاده می‌شد. یکی دیگر از شیرینی‌های که تصور می‌شود از بستگان کالیسون مدرن باشد، کالیسونیا(kalitsounia) است که با مارزیپان، آجیل و ادویه‌هایی مانند دارچین و میخک درست می‌شد و در مکان‌هایی که ونیزی‌ها اشغال کرده بودند، مانند کرت یافت می‌شد.
برخی ورود کالیسون‌ها به پروونس را در اواسط قرن پانزدهم در دومین عروسی پادشاه رنه آنژو دنبال می‌کنند. برخی دیگر معتقدند که بادام تا قرن شانزدهم به شکل مدرن خود معرفی نشده بود، زیرا این زمانی بود که بادام به یک محصول ثابت در اکس آن پروونس تبدیل شد.